# Raoul Bott
Raoul Bott (ur. 24 września 1923 w Budapeszcie, zm. 20 grudnia 2005 w San Diego) − węgierski matematyk i fizyk, znany ze swego wkładu do rozwoju geometrii. 

## Życiorys
Urodził się na Węgrzech, ale żył i pracował w USA. Doktorat uzyskał w Carnegie Institute of Technology w Pittsburghu. W latach 1959–1999 był profesorem na Harvard University. W 2005 został członkiem Royal Society w Londynie. Początkowo pracował jako teoretyk obwodów elektrycznych (prawo Botta-Duffina), od 1949 zajął się wyłącznie matematyką. 
Badał teorię homotopii grupy Liego przy zastosowaniu teorii Morse - Twierdzenie okresowości Botta (1956). 
Był on również znany z twierdzenia Borela-Botta-Weila. 
W 1987 został nagrodzony National Medal of Science przez prezydenta Ronalda Reagana. Z kolei w 2000 otrzymał Nagrodę Wolfa.